# Dorota Krawczak
Dorota Krawczak (ur. 14 stycznia 1968 w Warszawie) – polska lekkoatletka, sprinterka i płotkarka, wielokrotna medalistka mistrzostw Polski.

## Życiorys
Absolwentka VII Liceum Ogólnokształcącego w Warszawie. Specjalizowała się w biegu na 100 m i 200 m oraz na 100 m przez płotki. Zawodniczka klubu Skra Warszawa.
Na mistrzostwach Polski seniorów na otwartym stadionie zdobyła jedenaście medali, w tym dwa złote, sześć srebrnych i trzy brązowe: cztery medale w biegu na 100 m - złoty w 1993, dwa srebrne (1990, 1992) oraz brązowy w 1991, dwa medale w biegu na 100 m ppł - srebro w 1993 i brąz w 1990, pięć medali w sztafecie 4 x 100 m - złoto w 1990, srebro w 1988, 1989 i 1995 oraz brąz w 1991.   
Zdobywczyni trzech brązowych medali na halowych mistrzostwach Polski w biegu na 200 m (1987, 1993 i 1995).
Reprezentowała Polskę na zawodach finału "A" Pucharu Europy w 1991, gdzie zajęła 6. miejsce w sztafecie 4 x 100 m, superlidze Pucharu Europy w 1993, gdzie zajęła 7. miejsce w biegu na 100 m, z czasem 11,81, 8. miejsce w biegu na 100 m przez płotki, z czasem 13,75 oraz 7. miejsce w sztafecie 4 x 100 m, z czasem 44,73, a także superlidze Pucharu Europy w 1995, gdzie zajęła 8. miejsce w sztafecie 4 x 100 m, z czasem 45,47.
W 1986 wystąpiła na mistrzostwach świata juniorów, odpadła w półfinałach; w biegu na 100 m (z czasem 12,05) oraz w biegu na 200 m (z czasem 24,67).